# Malá Morávka
Mala Morávka (niem. Klein Mohrau) – gmina w Czechach, w powiecie Bruntál, w kraju morawsko-śląskim. Leży po obu stronach historycznych granic lądowych Moraw i Śląska. Liczy 689 mieszkańców (2017) i terytorium o powierzchni 6158 ha. Przez wieś płynie rzeka Moravice.
W miejscowości jest stacja kolejowa Malá Morávka.

## Demografia
Ludność gminy.

## Turystyka
W miejscowości Malá Morávka są hotele górskie: „Brans”, „Moravice” i „Neptun” oraz liczne pensjonaty: „Alexandra”, „F”, „Horník”, „Kerámka”, „Klára”, „Kopřivná”, „Lukáš”, „Myšák”, „Pepa”, „Pod Alejí”, „Pod Kapličkou”, „Pohoda”, „Sedmikráska”, „Spunk”, „Šibl”, „U Čejnků”, „U Potůčku”, „U Vlastíka”, „Ve Mlýně”, „Viktorka” i „Za Křížkem”.
Prowadzą z niej cztery szlaki turystyczne na trasach:
  Malá Morávka – góra Skalisko – góra Železný vrch – góra Kopřivový vrch – Hvězda – Karlova Studánka, Hubert;
  Malá Morávka – Karlov pod Pradědem – dolina rzeki Moravice – Velká kotlina – góra Vysoká hole – Ovčárna – góra Petrovy kameny – schronisko Barborka – dolina Údolí Bílé Opavy – góra Ostrý vrch – Karlova Studánka;
  Malá Morávka – Karlov pod Pradědem – góra Klobouk – przełęcz Mravencovka – góra Jelenec – góra Jelenka – przełęcz Mravenčí sedlo – góra Ostružná – góra Kamenec (2) – Žďárský Potok – góra Výhledy – góra Kamenná hora – Bedřichov;
  Malá Moravká – Karlov pod Pradědem – góra Kopřivná – góra Temná – góra Vysoká hole – Ovčárna – góra Petrovy kameny – vodopády Bílé Opavy – dolina Údolí Bílé Opavy – góra Ostrý vrch – Karlova Studánka,
oraz trzy szlaki rowerowe:
 (nr 6073) Malá Morávka – Nová Rudná – Rudná pod Pradědem – Světlá Hora – Dětřichovice – Skrbovice – Nové Heřminovy – Lichnov – Brumovice – Skrochovice;
 (nr 553) Rýmařov – góra Harrachovský kopec – Dolní Moravice – Malá Morávka – Hvězda – Karlova Studánka – Vrbno pod Pradědem – Drakov;
 Malá Morávka – Karlov pod Pradědem – dolina potoku Kotelný p. – przełęcz Mravencovka – góra Soukenná – dolina potoku Stříbrný p. – Stará Ves – Rýmařov.
Na stokach pobliskich gór znajdują się następujące trasy narciarstwa zjazdowego:
 ze stoku góry Kopřivná trasa o długości około 300 m z wyciągiem narciarskim, określona jako łatwa;
 ze stoku góry Kopřivná dwie trasy o długościach około 450 m i 150 m z wyciągami, określone jako łatwe;
 ze stoku góry U Rozhledny (1) trasa o długości około 250 m z wyciągiem, określona jako łatwa,
oraz trzy trasy narciarstwa biegowego:
 Malá Morávka – góra Skalisko – góra Železný vrch – góra Kopřivový vrch – Hvězda;
 Malá Morávka – Karlov pod Pradědem – góra Kopřivná – góra Temná – góra Hradečná – Hvězda;
 Malá Morávka – góra Kámen Svobody – Karlov pod Pradědem – góra Klobouk – przełęcz Mravencovka – szczyt Klobouk – szczyt V Javořinách – góra Solný vrch – Malá Morávka.